# Cristina García (actriz colombiana)
Cristina García (Sincelejo, 30 de octubre de 1992) es una actriz, bailarina y cantante colombiana, reconocida por su participación en las series de televisión La esclava blanca, con el personaje de Isabelita Parreño, y en El hijo del Cacique, con el rol antagónico como Marisol Acosta, de Caracol Televisión.

## Biografía
Estudio desde el 2010 al 2013 en MISI escuela de teatro musical en Bogotá, Colombia formándose como actriz, cantante y bailarina.

## Filmografía

### Televisión
- Escupiré sobre sus tumbas (2024-2025) — Nicole Obregón Martelli
- Leandro Díaz (2022)
- Pa' quererte (2021) — Luna
- El hijo del Cacique (2019-2020) — Marisol Acosta
- La Primípara (2019)
- La Cacica (2017-2018) — María Lourdes Socarras Joven
- La Nocturna (2017) —  Mónica
- Manual para ninjas (2016)
- La esclava blanca (2016) — Isabelita Parreño
- El chivo (2014) —  Urania Cabral
- El laberinto de Alicia (2014-2015) —  Daniela Villegas
- Rafael Orozco, el ídolo (2012-2013) —  Ninfa

## Teatro
- Un encuentro mágico MSI (2012) — Musical